# Six (série télévisée)
Pour les articles homonymes, voir Six (homonymie).
Six (stylisée SIX) est une série télévisée américaine dramatique militaire,,, et de guerre,,,, en 18 épisodes de 43 minutes créée par William Broyles et David Broyles et diffusée entre le 18 janvier 2017 et le 1er août 2018 sur History et en simultané sur History au Canada.
En France, elle est diffusée depuis le 9 janvier 2020 sur Warner TV. Elle est diffusée dans tous les pays d'Afrique francophone sur la chaîne Canal+ depuis le 29 décembre 2018.

## Synopsis
En Afghanistan en 2014, une équipe de Navy SEAL recherche un groupe de terroristes mais l'un des SEAL perd son sang froid et abat un américain sur la zone. Le frère de cet américain cherchera par tous les moyens à se venger. Deux ans après les faits, Richard « Rip » Taggart se fera enlever par Boko Haram et ses anciens coéquipiers devront aller le secourir.

## Distribution

### Acteurs principaux
- Barry Sloane (VF : Axel Kiener) : Joe « Bear » Graves
- Kyle Schmid (VF : Eilias Changuel) : Alex Caulder
- Juan Pablo Raba (en) (VF : Julien Kramer) : Ricky « Buddha » Ortiz
- Jaylen Moore (VF : Nessym Guetat) : Armin « Fishbait » Khan (saison 2[13], récurrent saison 1)
- Edwin Hodge (VF : Namakan Koné) : Robert Chase
- Brianne Davis (en) (VF : Barbara Beretta) : Lena Graves
- Nadine Velazquez (VF : Ingrid Donnadieu) : Jackie Ortiz
- Dominic Adams (VF : Donald Reignoux) : Michael Nasry
- Walton Goggins (VF : Mathias Kozlowski) : Richard « Rip » Taggart
- Eric Ladin (en) (VF : Cédric Dumond) : Trevor (saison 2)
- Olivia Munn (VF : Marie Diot) : Gina[14] (saison 2)
- Nikolai Nikolaeff (VF : Franck Lorrain) : Tamerlin Shishoni[13] (saison 2)

Photos des acteurs principaux
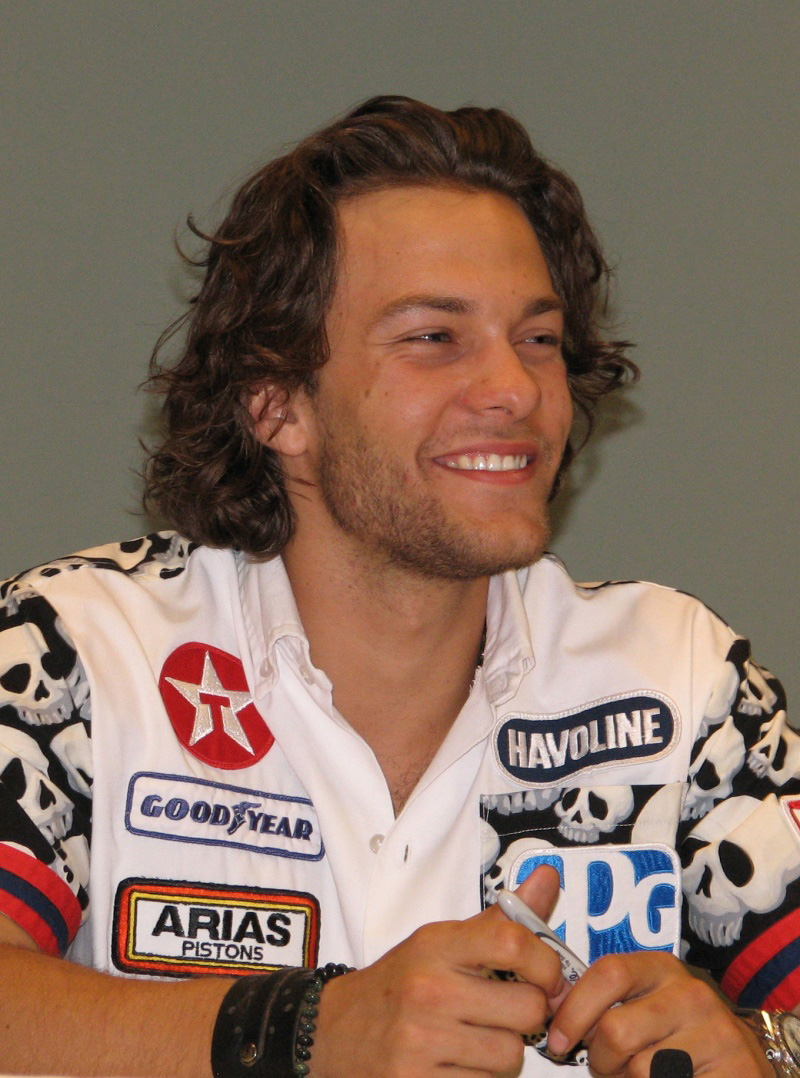
Kyle Schmid interprète Alex Caulder
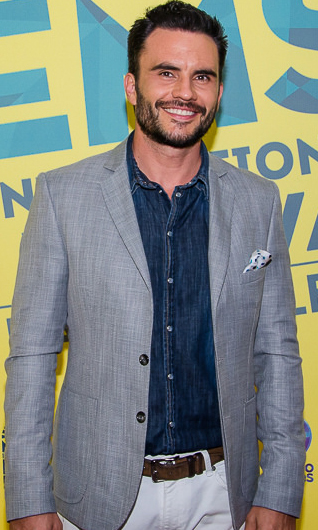
Juan Pablo Raba (en) interprète Ricky « Buddha » Ortiz
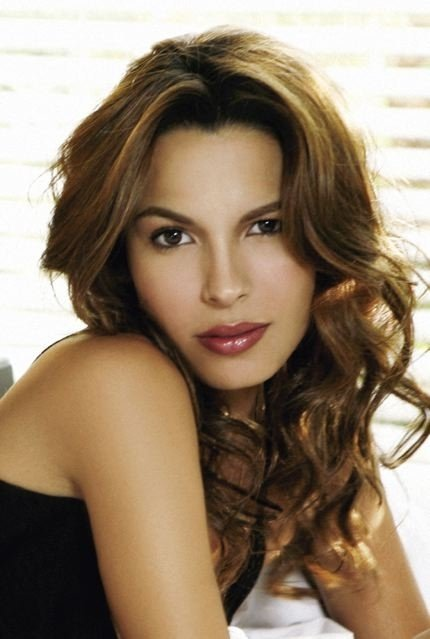
Nadine Velazquez interprète Jackie Ortiz
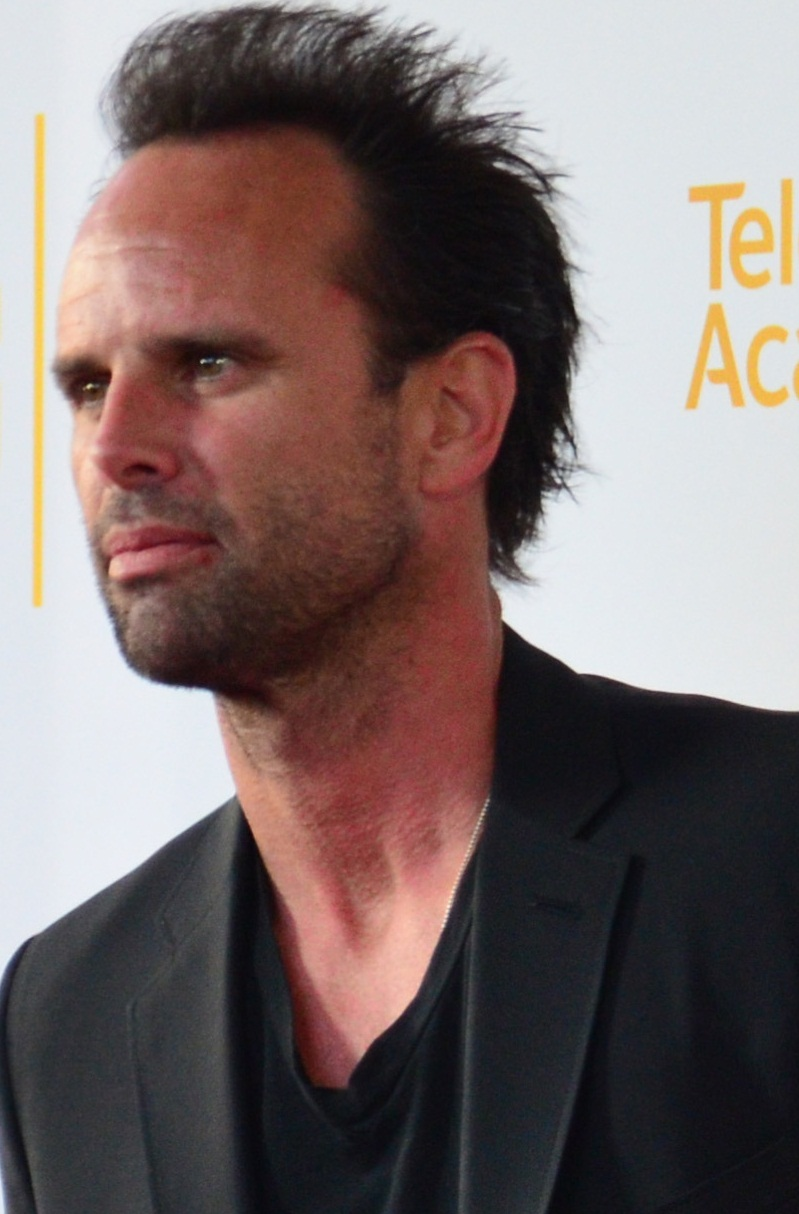
Walton Goggins interprète Richard « Rip » Taggart
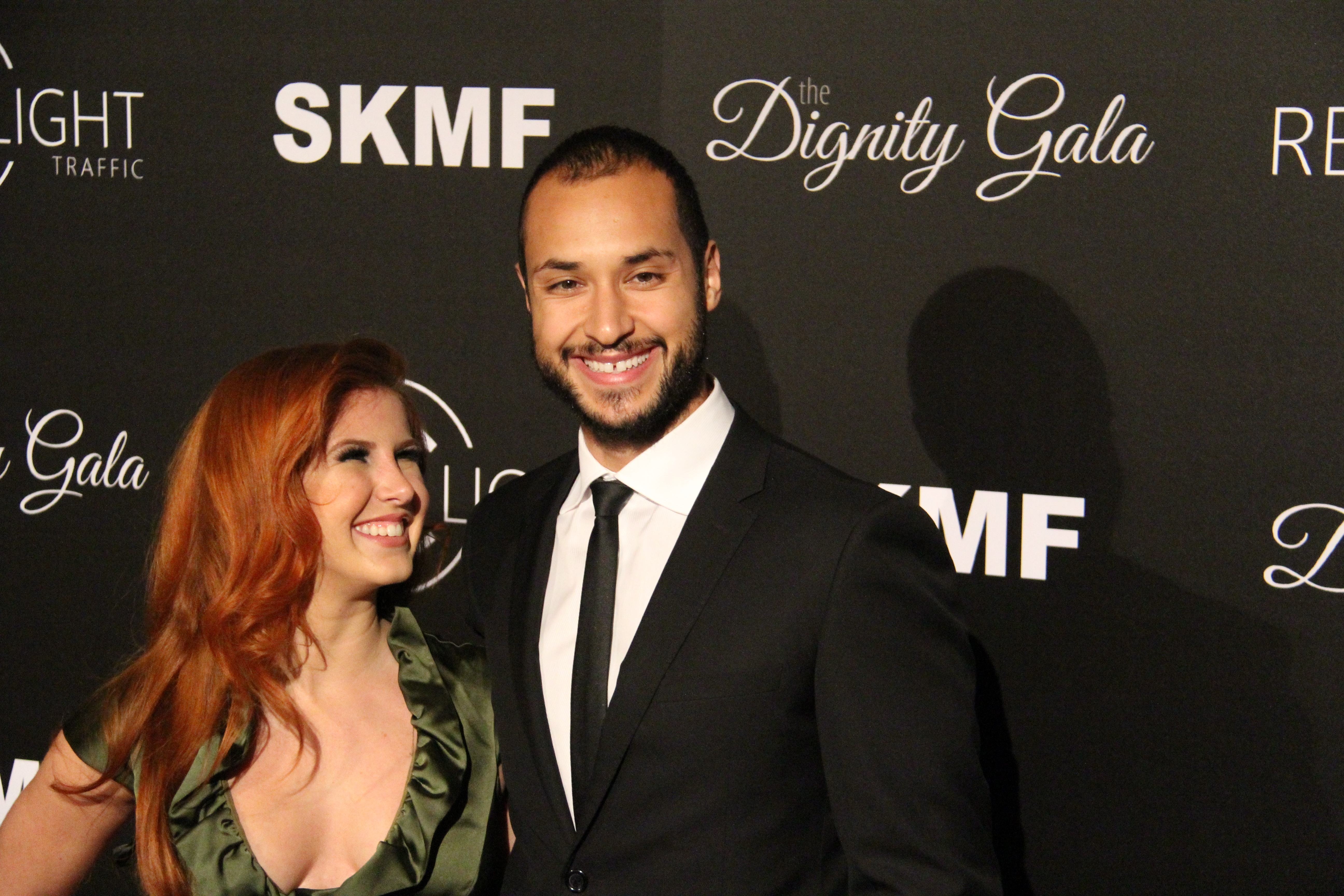
Jaylen Moore interprète Armin « Fishbait » Khan
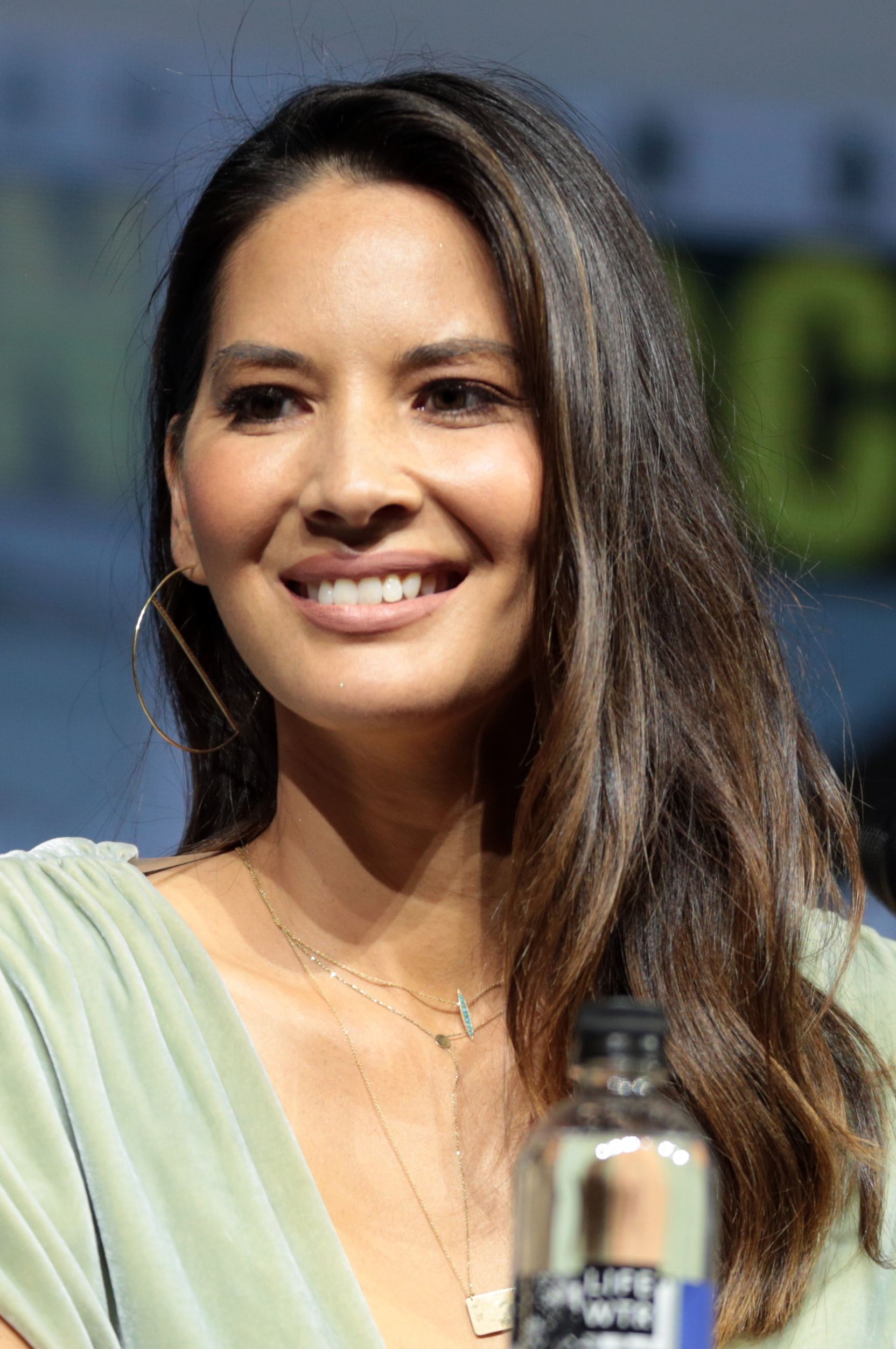
Olivia Munn interprète Gina

### Acteurs récurrents
- Nondumiso Tembe (VF : Laura Zichy) : Na'omi Ajimuda
- Lindsley Register (VF : Marie Tirmont) : Dharma Caulder
- Tyla Harris (VF : Adeline Chetail) : Esther
- Jarreth J. Merz (VF : Bruno Dubernat) : Emire Hatim Al-Muttaqi (saison 1)
- Donny Boaz (VF : Gilduin Tissier) : Beauregard « Buck » Buckley (saison 1)
- Rus Blackwell (VF : Mathieu Buscatto) : Commandant Atkins
- Zeeko Zaki (VF : Marc Arnaud) : Akmal Barayev (saison 1)
- Joshua Gage (VF : Pauline Ziadé) : Ricky Ortiz, Jr.
- Jessica Garza (VF : Joséphine Ropion puis Ludivine Maffren) : Anabel Ortiz
- Britt Rentschler (VF : Valérie Nosrée) : Tammi Buckley
- Angela Relucio (VF : Laëtitia Lefebvre) : Lt. Camille Fung
- Philip Fornah (VF : Daniel Lobé) : Aabid (saison 1)
- Katherine Evans (VF : Fouzia Youssef) : Marissa[13] (saison 2)
- Erik Palladino (VF : Stéphane Pouplard) : Commander Scott Hughes[15] (saison 2)

- Version française
  - Société de doublage : Imagine[16]
  - Direction Artistique: Nathanel Alimi
  - Adaptation: Charlotte Correa, Céline Rimbaut, Julien Kramer, Fouzia Youssef

 Source et légende : version française (VF) sur RS Doublage

## Production
Joe Manganiello a été premièrement casté pour le rôle de Rip mais a dû quitter la série en avril 2016 pour des problèmes de santé préexistants. Une semaine après son départ, Walton Goggins reprend le rôle. Toutes les scènes avec Joe Manganiello déjà tournées (2 épisodes entiers) ont dû être re-filmées.
Le 23 février 2017, la série est renouvelée pour une deuxième saison de dix épisodes qui sera diffusée en 2018.
Le 29 juin 2018, la série est annulée.

## Épisodes

### Première saison (2017)
Cette saison de huit épisodes est diffusée depuis le 29 janvier 2017.
1. Pilote (Pilot)
2. Elle s'appelle Esther (Her Name Is Esther)
3. Mémoires de Navy Seals (Tour of Duty)
4. Un homme à terre (Man Down)
5. Dommages collatéraux (Collateral)
6. Aveux (Confession)
7. Frères de sang (Blood Brothers)
8. Fin du jeu (End Game)

### Deuxième saison (2018)
Cette saison de dix épisodes est diffusée depuis le 28 mai 2018.
1. Situation critique (Critical)
2. Le Prince de Bosnie (Ghosts)
3. La Prière (Dua)
4. Bascule (Seesaw)
5. Masques (Masks)
6. Fort Apache (Indian Country)
7. Traquenard (FUBAR)
8. Pris au piège (Scorpions in a Bottle)
9. Règlement de comptes (The Reckoning)
10. Zone à risque (Danger Close)

## Accueil

### Critiques
Sur le site internet Rotten Tomatoes, la série a été approuvée à 62 % sur 13 commentaires, avec une note moyenne de 6,1⁄10. Le consensus du site relate : « Six ces personnages attrayants intriguent malgré les prémices et les récits familiers de la série ». Metacritic, a attribué une note de 54⁄100 basée sur 14 critiques, indiquant « des critiques mitigées ou moyennes ».

### Audiences

#### Aux États-Unis
| Saison | Nombre d’épisodes | Diffusion originale | Diffusion originale | Diffusion originale | Diffusion originale            |
| Saison | Nombre d’épisodes | Années              | Début de saison     | Fin de saison       | Audience moyenne (en millions) |
| ------ | ----------------- | ------------------- | ------------------- | ------------------- | ------------------------------ |
| 1      | 8                 | 2017                | 18 janvier 2017     | 8 mars 2017         | 1,567                          |
| 2      | 10                | 2018                | 28 mai 2018         | 1er août 2018       | 755 000                        |